# Nutley (Estados Unidos)
El municipio de Nutley (en inglés: Nutley Township) es un municipio ubicado en el condado de Essex en el estado estadounidense de Nueva Jersey. En el año 2010 tenía una población de 28.370 habitantes y una densidad poblacional de 3.187,64 personas por km².

## Geografía
El municipio de Nutley se encuentra ubicado en las coordenadas 40°49′11″N 74°9′32″O / 40.81972, -74.15889.

## Demografía
Según la Oficina del Censo en 2000 los ingresos medios por hogar en el municipio eran de $59,634 y los ingresos medios por familia eran $73,264. Los hombres tenían unos ingresos medios de $51,121 frente a los $37,100 para las mujeres. La renta per cápita para la localidad era de $28,039. Alrededor del 4.8% de la población estaba por debajo del umbral de pobreza.